# Hamelincourt
Hamelincourt település Franciaországban, Pas-de-Calais megyében. Lakosainak száma 262 fő (2022. január 1.). Hamelincourt Boisleux-Saint-Marc, Moyenneville, Boisleux-au-Mont, Boyelles, Courcelles-le-Comte és Ervillers községekkel határos.

## Népesség
A település népességének változása:
| Lakosok száma | 261  | 259  | 262  | 255  | 259  | 263  | 267  | 265  | 262  |
|               | 2013 | 2015 | 2016 | 2017 | 2018 | 2019 | 2020 | 2021 | 2022 |